# Ашот III
Ашо́т III Вогормац (Милостивый) (ум. 977), (арм. Աշոտ Գ. Ողորմած) — царь (шахиншах) Армении в 952—977 гг.

## Биография
Из династии Багратидов, сын Абаса. Проводил политику централизации, создал постоянную армию. В 961 году перенёс столицу Армении из Карса в Ани. Сам же Карс и провинцию Вананд Ашот передал брату Мушегу, которому также предоставил царский титул. Впоследствии наличие двух царств Багратуни явилось одной из причин упадка Армении.
Во время его правления, братья Баграт III и Григор II Багратуни, князья Тарона, сделали своим наследником византийского императора, тем самым предоставив ему базу в самом центре Армении. В 974 году император Иоанн I Цимисхий во главе большой армии отправился в указанный регион. Однако шахиншах Ашот III, собрав всех подвластных ему правителей, во главе восьмидесятитысячной армии выступил навстречу императору.
Все армянские цари и князья выступили против императора, который под впечатлением от демонстрации силы, прервал свой визит.

## Сыновья
Ашот имел трёх сыновей. Двое из них — Смбат II и Гагик I — последовательно были царями в Ани, а третий — Гурген, основал отдельную династию на северо-востоке Армении — в Ташире.